# Геснер, Конрад
Ко́нрад Ге́снер, или Гесснер (нем. Conrad Gesner, а также Konrad Gesner, Konrad Gessner, Konrad Geßner, Conrad Gessner, Conrad Geßner, Conrad von Gesner, Conradus Gesnerus; 26 марта 1516, Цюрих — 13 декабря 1565, Цюрих) — швейцарский учёный-энциклопедист, одним из первых попытавшийся систематизировать накопленные человечеством сведения о животных и растениях. Наиболее известен своим пятитомным трудом «Historiae animalium» («История животных», 1551—1587).

## Биография
Сын бедного скорняка, который был убит во время Второй каппельской войны в 1531 году, Конрад воспитывался дядей, привившим ему вкус к словесности и ботанике.
Друзья-протестанты, в первую очередь — Генрих Буллингер, помогли юноше получить образование в Цюрихе, Базеле, Страсбурге, Бурже, Париже и Монпелье. Вопреки их советам, в 19 лет женился на девушке из бедной семьи.
В 1537 году 21-летний учёный подготовил дополненную версию греческо-латинского словаря Джованни Крастоне и был избран профессором греческого языка в Лозанне. В 1541 году получил степень доктора медицины.
В 1545 году Геснер публикует трактат о пользе молока, к которому прилагает письмо к другу, восхваляющее горы как кладовую природы. Десять лет спустя Геснер описал подъём на гору Пилатус. Это позволяет считать его одним из отцов альпинизма.
В 1546 году путешествует по ближним странам в целях написания своей книги «Historiae animalium» и пополнения знаний о животной культуре и повериях, связанных с ними.
В 1557 году назначен профессором натуральной философии в Цюрихе, где вместе с тем занимался медицинской практикой. Геснер устроил ботанический сад и положил начало первому естественно-историческому музею. Умер во время эпидемии чумы, леча заражённых.

## Труды
Научные интересы Геснера были чрезвычайно широки, он работал в области филологии, фармакологии, медицины, минералогии, зоологии, ботаники, библиографии.
Геснеру принадлежит одна из первых попыток классификации растений — книга «Enchiridion historiae plantarum» («Руководство по истории растений», 1541). Он разделил растительное царство, основываясь на признаках цветка и семени; отделил класс, порядок, род и вид, наметив тем самым принципы бинарной номенклатуры.
Слава одного из отцов ботаники пришла к нему посмертно, когда в Нюрнберге было издано его сочинение «Opera botanica» (тома 1—2, 1754—1759). Карл Линней считал величайшим открытием в ботанической науке выбор Геснером генеративных органов растений (цветка, плода и семени) как основы для их классификации. Именно этот принцип и был последовательно осуществлен в линнеевской систематике растений.
Геснер — один из основоположников ботанической иллюстрации. Изучая растения, он делал тысячи набросков побегов, цветков и плодов. Благодаря постоянному упражнению руки и глаза, он достиг большой точности рисунка. Обнаруживая тонкие детали структуры органов, вглядываясь в оттенки красок, Геснер выявлял важные для диагностики видов признаки, тем самым развивая метод познания, совершенствуя не только качество научного рисунка, но и понятия органографии и систематики. Оригинальные рисунки Геснера менее условны, чем гравюры по дереву, иллюстрировавшие его естественно-научные труды.
Наиболее известен основополагающий труд Геснера по зоологии — пятитомный «Historiae animalium» (первый том опубликован в 1551 году, последний, 5-й том, — уже после смерти автора, в 1587 году). Взгляды Геснера-зоолога повлияли на Рудольфа-Иакова Камерариуса, Карла Линнея, Жоржа Кювье.
В труде по сравнительному языкознанию «Mithridates. De differentiis linguarum tum ueterum, tum quae hodie apud diuersas nationes in toto orbe terrarum usu sunt» (1555, 21 том) Геснер описал все 130 языков, известных Европе его времени. Этот подход был в дальнейшем развит Иоганном Кристофом Аделунгом. Труд «Bibliotheca universalis sea catalogas omnium scriptorum locupletissimus in tribas linguis, Graeca, Latina et Hebraica etc.» («Всеобщая библиотека», 1545—1555) заложил основы библиографии и имел большое значение для истории литературы.
В 1565 году на развороте страницы 105 книги «De rerum fossilium, lapidum et gemmarum maximè, figuris & similitudinibus liber: non solùm medicis, sed omnibus rerum Naturae ac Philologiae studiosis, vtilis & iucundus futurus» («Книга об окаменелостях, камнях и самоцветах, с рисунками и сравнениями: жизненно важна и интересна не только врачам, но и всем, кто интересуется природой и филологией») Геснер впервые в истории дал описание и рисунок современного карандаша — инструмента для письма, в котором графитовый стержень (графит в то время считался разновидностью свинца) был вставлен в деревянную оправу.

## Память
Хорхе Луис Борхес не раз обращался к трудам Геснера в своем фантастическом «Бестиарии», а также в фантазиях на темы универсальной грамматики и всемирного языка.
Портрет Геснера был помещён на банкноте в 50 швейцарских франков, имевшей хождение с 1978 по 2000 год.
Названы в честь Геснера
- Геснерия (Gesneria L.) — типовой род семейства Геснериевые (Gesneriaceae Plum.)
- Валериана Геснера (Valeriana × gesneri Brügger)

## Галерея
- Фронтиспис второго тома сочинения Геснера "De Historiae animalium" (1554)
- Иллюстрация из третьего тома, гравюра на дереве, раскрашенная от руки (1600)
- Страница 114 из второго тома издания 1586 года
- Страница 114 из четвёртого тома издания 1558 года